# Eugeniusz Kazimirowski
Eugeniusz Marcin Kazimirowski (Horishnia Vyhnanka, Ukrajina, 11. studenog 1873. – Białystok, Poljska, 23. rujna 1939.) bio je poljski slikar, član pokreta realizma. Najpoznatiji je po prvom prikazivanju slike Božjeg milosrđa 1934. godine, na temelju zahtjeva svete Faustine Kowalske i njezinoga ispovjednika Mihaela Sopoćka.
Kazimirowski je studirao slikarstvo na Akademiji likovnih umjetnosti u Krakovu 1892. – 1897. Studij je nastavio u Münchenu, Parizu i Rimu. Nakon Prvog svjetskog rata preselio se iz Krakova u Vilnius. Predavao je na učiteljskom institutu u Vilniusu i radio na kazališnom dizajnu u Vilniusu. Slikao je uglavnom pejzaže i portrete.
Slika Božjeg milosrđa Kazimirowskog prvi put je javno prikazana na uskrsnim svečanostima od 25. do 28. travnja 1934. godine, a prvu svetu misu sa slikom Božjeg milosrđa slavio je vlč. Mihael Sopoćko u crkvi Vrata zore u Vilniusu, 28. travnja 1935., druge uskrsne nedjelje, puno prije nego što je Vatikan odobrio svetkovinu Nedjelje Božanskog milosrđa 2000. godine.
Godine 1936. Kazimirowski se preselio u grad Białystok, gdje se uključio u marketinški turizam. Tamo je umro 1939. godine. Časna sestra Dominika Stec govorila je u intervjuu, da je Kazimirowski "vjerojatno umro od upale pluća", ali da je" pravi uzrok smrti Kazimirovskog nepoznat."
Većina djela Kazimirovskog izgubljena je u Drugom svjetskom ratu.